# Matthias Ungemach
Matthias Ungemach (* 21. Mai 1968 in Dortmund) ist ein ehemaliger deutscher  Ruderer, der zwei Weltmeistertitel im Rudern gewann und zweimal an den Olympischen Spielen teilnahm.
Ungemach startete als Jugendlicher für den Ruderclub Meschede, später für den Ruderclub Hansa von 1898 aus Dortmund und trainierte bei Dieter Grahn und Ralf Holtmeyer. Ungemach gewann zusammen mit Armin Weyrauch 1990 die Deutsche Meisterschaft im Zweier ohne Steuermann, daraufhin berief der Bundestrainer beide in den Deutschland-Achter. Bei der Weltmeisterschaft 1990 auf dem Lake Barrington in Tasmanien siegten Weyrauch und Ungemach mit dem Achter. 1991 wechselten beide in den Vierer mit Steuermann zu Armin Eichholz, Bahne Rabe und Steuermann Jörg Dederding, in dieser Besetzung gewann das Boot den Titel bei der Weltmeisterschaft in Wien und stellte die bis heute (Stand 2022) unerreichte Weltbestzeit im Vierer mit Steuermann auf. Da diese Disziplin seit 2008 weder bei Olympischen Spielen noch bei Weltmeisterschaften ausgetragen wird, dürfte diese Bestzeit noch länger bestehen bleiben.
Für die Olympischen Spiele 1992 in Barcelona wechselten Rabe und Eichholz in den Achter, Ungemach und Weyrauch bildeten zusammen mit Dirk Balster und Markus Vogt einen Vierer ohne Steuermann, der in Barcelona beim Kampf um Bronze um 0,15 Sekunden gegen die Slowenen verlor und damit den vierten Platz belegte. Nach den Olympischen Spielen 1992 startete Ungemach meist zusammen mit Colin von Ettingshausen im Zweier ohne. 1994 erreichten die beiden bei der Weltmeisterschaft in Indianapolis den vierten Platz. Zum Abschluss von Ungemachs Karriere nahmen die beiden an den Olympischen Spielen 1996 in Atlanta teil und belegten dort den 15. Platz.
Matthias Ungemach hatte während seiner Leistungssportkarriere Elektrotechnik an der Universität Dortmund studiert und nachher einen MBA an der Universität Münster angeschlossen. Er heiratete die Achter-Olympiasiegerin von 1988 Judith Zeidler. Mit ihren zwei Söhnen und einer Tochter lebt die Familie in Curl Curl, einem Vorort von Sydney.
Ungemach arbeitet als Rudertrainer am Mosman Rowing Club und dem St Augustine's College in Sydney. Dort konnte er einige Ruderer für die australische Nationalmannschaft entwickeln.